# Simplex-Drehgestell
Das Simplex-Drehgestell war eine von BBC zusammen mit der Waggonfabrik Uerdingen entwickelte Bauart von Triebdrehgestellen für Straßenbahn- und Leichttriebwagen.

## Geschichte
In den 1930er-Jahren waren die meisten Straßenbahntriebwagen mit Tatzlagermotoren ausgerüstet. Diese Konstruktion beanspruchte die Gleise stark, weil ein Teil der Masse des Motors ungefedert auf der Welle des Radsatzes lag. Außerdem konnten die Räder der Fahrgestelle nicht beliebig klein ausgelegt werden, weil sonst der Fahrmotor im Durchmesser ebenfalls sehr klein geworden wäre und dadurch eine zu kleine Leistung gehabt hätte. Dies führte bei Fahrzeugen mit Tatzlagermotoren zu hoch liegenden Wagenböden. Abhilfe schafften Drehgestelle mit längs eingebautem Motor, dessen Gehäuse gleichzeitig die tragende Struktur des Drehgestells war. Ein erstes Patent für ein solches Drehgestell der Waggonfabrik Uerdingen wurde 1932 veröffentlicht, allerdings ergaben bei dieser Konstruktion die starr am Motor befestigten Achsführungen ein sehr steifes Fahrwerk, das nur schlecht Verwindungen im Gleis folgen konnte. Die einzige Primärfederung waren die gummigefederten Räder.
BBC verbesserte die Konstruktion in der Richtung, dass die Achsen mehr Bewegungsfreiheit erhielten. Sie wurde in der Schweiz 1936 ein erstes Mal beim Ce 4/4 1 der Biel-Meinisberg-Bahn angewandt und als Simplex-Drehgestell bezeichnet. Der Triebwagen sollte das einzige Fahrzeug bleiben, bei dem die Bauform 1 angewandt wurde.
Die 1941 erstmals verwendete Bauform 2 unterschied sich aus konstruktiver Sicht wesentlich von der Bauform 1, weil sie wieder quer eingebaute Motoren verwendete. Sie verwendete aber gleich wie die Bauform 1 die Motorgehäuse als tragenden Struktur des Drehgestells. Diese Bauform wurde erstmals bei den Pedalern und den Kurbeli für die Städtische Strassenbahn Zürich angewendet, aus denen die Schweizer Standardwagen für Straßenbahnen abgeleitet wurden. Weitere Anwendungen waren die Drehgestelle der Ce 4/4 41 und 42, der Vereinigte Bern–Worb-Bahnen (VBW) und den drei Motorwagen Ce 2/4 601–603 der Basler Strassenbahn, die den Übernamen Bugatti trugen.
Das Simplex-Drehgestell war ein Vorläufer des Tandemantriebs der DUEWAG.

## Technik

### Bauform 1

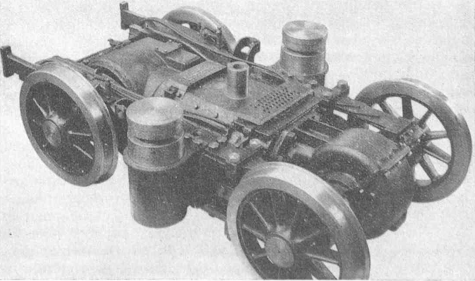
Simplex-Drehgestell Bauform 1 des Ce 4/4 1 der Biel-Meinisberg-Bahn

Die Bauform 1 wurde wahrscheinlich nur beim Triebwagen Ce 4/4 1 der Biel-Meinisberg-Bahn verwendet. Die tragende Struktur des Drehgestells war der längs eingebaute Fahrmotor, an dessen Gehäuse vorne und hinten die Achsgetriebe angeflanscht waren. Oben am Fahrmotorgehäuse war der Drehzapfen angebracht, seitlich waren die Aufnahmen für die Sekundärfedern angeschraubt. Die Radsätze mit Innenlager wurden von Achslenkern parallel geführt, die am Motorgehäuse angebracht waren. Die Primärfederung eines Radsatzes wurde von Schraubenfedern übernommen, die sich zwischen einen seitlich am Motor angebrachten Längsträger und den Achslenkern befanden. Die Federung des anderen Radsatzes wurde durch ebenfalls am Motor oben und unten angebrachte Blattfedern-Paare übernommen, die sich auf den Achslenker mit dem Lager abstützten. Der Radsatz mit den Schraubenfedern konnte sich um die Längsachse des Drehgestells um einen Winkel von ±1° bewegen, womit das Drehgestell Verwindungen im Gleis ausgleichen konnte. Damit die Bewegungen des Radsatzes nicht auf die Motorwelle übertragen wurden, arbeitete das Achsgetriebe dieses Radsatzes auf eine Hohlwelle, die über einen BBC-Federantrieb mit der Radsatzwelle verbunden war. Das Drehgestell wurde mit Speichenrädern ohne Federung in der Radscheibe ausgeführt.

### Bauform 2

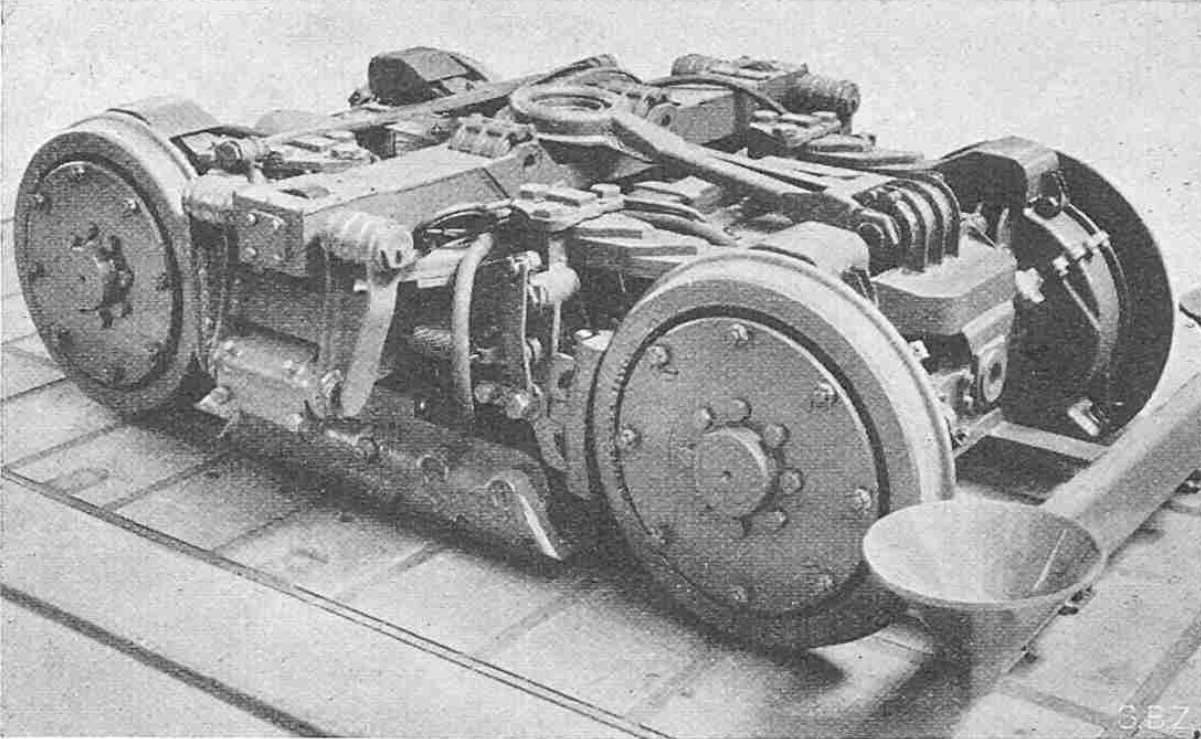
Simplex-Drehgestell Bauform 2 der Ce 4/4 401–418 Pedaler der Städtischen Strassenbahn Zürich

Bei der häufiger gebauten Bauform 2 wurden wieder quer eingebaute Motoren verwendet. Diese waren mit einem großen U-Profil miteinander verschraubt, was die tragende Struktur des Drehgestells bildete. Im U-Profil war die Wiege des Drehgestells untergebracht. Die beiden Motoren stützten sich mit Blattfederpakete auf die von Achslenkern geführten Radsätze ab, die ebenfalls Innenlager aufwiesen. Die Motorwellen waren hohl ausgeführt. An einem Ende der Motorwelle befand sich eine Federscheibenkupplung, welche die Kraft auf eine durch die Hohlwelle verlaufende zweite Welle übertrug, die am anderen Ende wiederum mit einer Federscheibenkupplung das Drehmoment auf ein Ritzel übertrug. Dieses griff in das auf dem Radsatz aufgezogenen Großrad ein. Der Radschutzkasten um Ritzel und Großrad war auf der Radsatzwelle gelagert und mit einer Lenker mit dem U-Profil zwischen den Motoren verbunden.

## Patente
- Simplex-Drehgestell Bauform 1: Patent  CH201497: Drehgestell, insbesondere an verhältnismäßig leichten elektrisch betriebenen Schienenfahrzeugen. Veröffentlicht am 16. Februar 1939, Erfinder: BBC.‌
- Simplex-Drehgestell Bauform 2: Patent  CH213831: Rahmenloses, mit zwei Antriebselektromotoren ausgerüstetes Drehgestell, insbesondere für Schienenfahrzeuge.. Veröffentlicht am 16. Juni 1941, Erfinder: BBC.‌

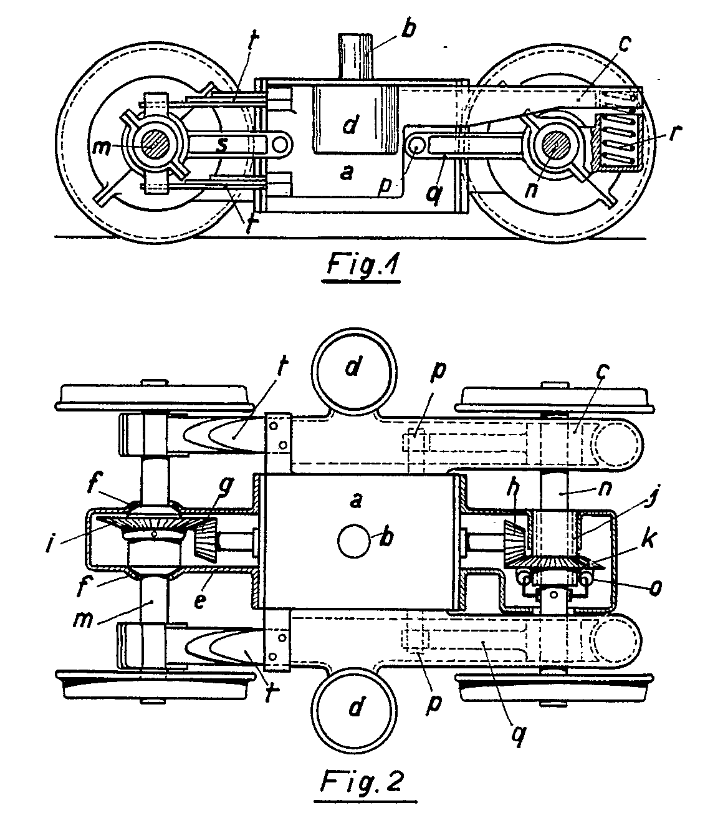
Patentzeichnung der Bauform 1
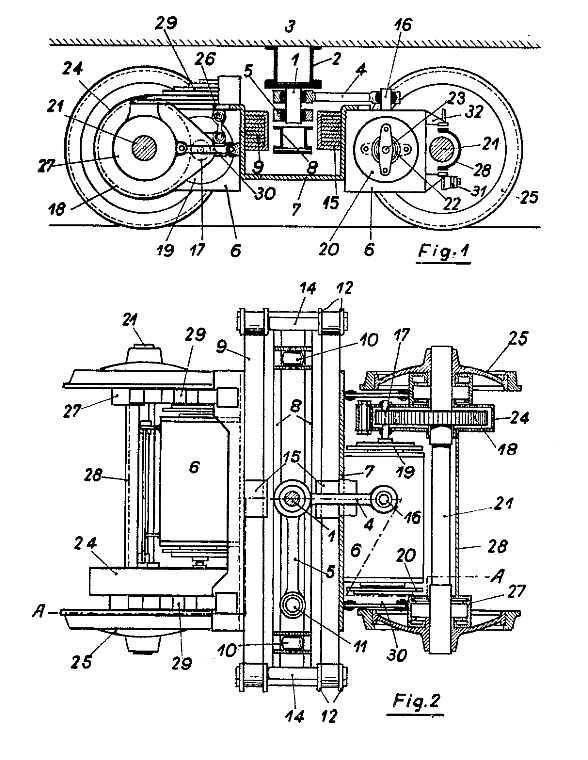
Patentzeichnung der Bauform 2